# Đồng vị của carbon
Carbon (6C) có 15 đồng vị, từ 8C đến 22C, trong đó có 12C và 13C là ổn định. Đồng vị phóng xạ tồn tại lâu nhất là 14C, có chu kỳ bán rã 5.700 năm. Đây cũng là đồng vị phóng xạ cacbon duy nhất được tìm thấy số lượng lớn trong tự nhiên được hình thành bằng phản ứng tự nhiên14N + 1n → 14C + 1H. Đồng vị phóng xạ nhân tạo ổn định nhất là 11C, có chu kỳ bán rã 20,334 phút. Tất cả các đồng vị phóng xạ khác có chu trình bán rã dưới 20 giây, ít nhất là dưới 200 phần nghìn giây. Đồng vị ổn định ít nhất là ổn định 8C, với chu kỳ bán rã 2,0 x 10−21 s.
Carbon 11 được tạo ra từ deuteri và Bo-10 bởi Martin Kamen trong máy gia tốc hạt 37-inches của Phòng thí nghiệm bức xạ Berkeley

## Carbon-11
Carbon-11 hay 11C là đồng vị phóng xạ của carbon phân hủy thành boron-11. Sự phân rã này chủ yếu xảy ra do phát xạ positron; Tuy nhiên, khoảng 0,19-0,23% thời gian, đó là kết quả của bắt giữ electron. Nó có chu kỳ bán rã 20,334 phút.
11
C
 → 11
B
 + e+
 + ν + 096 MeV
11
C
 + e⁻
 → 11
B
 + Electron neutrino + 198 MeV
Nó được sản xuất từ ni tơ trong một cyclotron bởi phản ứng
14
N
 + p → 11
C
 + 4
He

Carbon-11 thường được sử dụng như một đồng vị phóng xạ để ghi nhãn phóng xạ các phân tử trong chụp phóng xạ phát xạ positron. Trong số nhiều phân tử được sử dụng trong bối cảnh này là Radioligand [11
C
]DASB và [11
C
]Cimbi-5.